# Cité de la Chapelle
La cité de la Chapelle est une voie située dans le quartier de la Goutte-d'Or du 18e arrondissement de Paris, en France.

## Situation et accès
La voie débute au 37, rue Marx-Dormoy et se termine au passage Ruelle permettant de regagner la rue Marx-Dormoy au no 29.

## Origine du nom
Elle porte ce nom en raison du voisinage de l'ancienne rue de la Chapelle, devenue aujourd'hui rue Marx-Dormoy.

## Historique
Cette voie se terminait initialement en impasse. Lors de l'élargissement du faisceau ferroviaire de la gare du Nord consécutif à la création de la ligne B du RER, le passage Ruelle, qui se terminait dans l'impasse de Jessaint, est détourné vers le nord pour rejoindre la cité de la Chapelle.
Elle est classée dans la voirie de Paris par un arrêté municipal du 3 août 1994.

## Bâtiments remarquables et lieux de mémoire
- no 2 bis : Le Bois Dormoy, une forêt urbaine et un jardin partagé y sont situés[2]. Le site est fermé le 8 juin 2016 par la mairie de Paris [3]